# Río Baker
Pour les articles homonymes, voir Baker.
Le río Baker est un fleuve chilien situé dans la région Aisén del General Carlos Ibáñez del Campo en Patagonie chilienne. Il coule à l'est puis au sud du champ de glace Nord de Patagonie.
Il est l'émissaire du lac Bertrand, lui-même récepteur des eaux du grand lac General Carrera/Buenos Aires.

## Géographie
Le bassin versant du fleuve s'étend sur une surface de 26 726 km2. Il s'étend des deux côtés des Andes et a une alimentation pluvio-nivale. De sa superficie totale, 85 % appartiennent au territoire chilien, le reste se trouve en territoire argentin (province de Santa Cruz).
Le río Baker naît à l'extrémité sud du lac Bertrand, au sud-ouest du lac General Carrera. Il a une longueur totale de 370 km, dont seulement 175 km depuis le lac General Carrera (second plus vaste lac d'Amérique du Sud), jusqu'à son embouchure. Le reste de sa longueur est calculé depuis la source du río Fénix Chico, tributaire argentin du lac General Carrera/Buenos Aires, dont la source est la plus éloignée de l'océan.
Le fleuve coule globalement du nord vers le sud durant les 100 premiers kilomètres après sa sortie du lac Bertrand. Il longe ainsi du côté est le grand champ de glace Nord de Patagonie dont plusieurs glaciers importants lui fournissent leurs eaux de fonte en rive droite, par l'intermédiaire de cours d'eau courts mais abondants et puissants. Dans son cours inférieur, après le confluent du río Vargas venu de gauche, il s'oriente progressivement vers le sud-ouest, puis franchement vers l'ouest jusqu'à son embouchure dans le Pacifique, contournant ainsi par le sud le champ de glace Nord de Patagonie.
À son embouchure, il forme un delta comprenant deux bras principaux. De ceux-ci, seul le bras nord est navigable.

## Affluents
Ses affluents principaux sont :
- Le río Nef (rd[note 2])
- Le río Chacabuco (rg)
- Le río Cochrane (rg), émissaire du lac binational Cochrane/Pueyrredón.
- Le río del Salto (rg)
- Le río Colonia (rd), émissaire des lacs Colonia, Cachet 1 et Cachet 2.
- Le río Los Ñadis (rg)
- Le río Ventisquero (rde)
- Le río Vargas (rg), émissaire du lac Vargas.

## Hydrologie
Le fleuve a un régime pluvio-nival, les crues les plus importantes se produisant durant les mois d'été, suite surtout à la fonte des glaciers nombreux dans son bassin et avant tous ceux du champ de glace Nord de Patagonie.

### Río Baker à Colonia
Le débit du río Baker a été observé pendant 22 ans (1963-1984) à Colonia, station hydrométrique située sur son cours inférieur.
Le débit annuel moyen ou module observé à Colonia durant cette période était de 870 m3/s pour une surface drainée de 23 736 km2, soit 87 % du bassin versant total du fleuve.
Cours d'eau issu surtout de la fonte estivale de neiges et de glaciers de montagne, mais aussi de pluies fréquentes en toutes saisons, le río Baker est un cours d'eau abondant et très régulier. Les hautes eaux, correspondant à l'été et à l'automne austral, se déroulent de décembre à avril inclus. Dès la fin du mois de mars, le débit du fleuve baisse progressivement, mais garde un débit fort appréciable durant la saison des basses eaux qui a lieu de juillet à octobre.

### Étiage ou basses eaux
Le débit moyen mensuel observé en septembre (minimum d'étiage) atteint 597 m3/s, soit approximativement la moitié du débit moyen du mois de février (1 184 m3/s), ce qui témoigne de l'amplitude très modérée des variations saisonnières.

### Crues
Sur la durée d'observation de 22 ans, le débit mensuel minimal a été de 411 m3/s (juillet 1984), tandis que le débit mensuel maximal s'élevait à 1 660 m3/s (décembre 1968).

### Lame d'eau
La lame d'eau écoulée dans cette partie - de loin la plus importante - du bassin versant atteint ainsi le chiffre de 1 156 millimètres par an, ce qui peut être considéré comme très élevé, et correspond à l'abondance des précipitations observées dans la région.

## Galerie

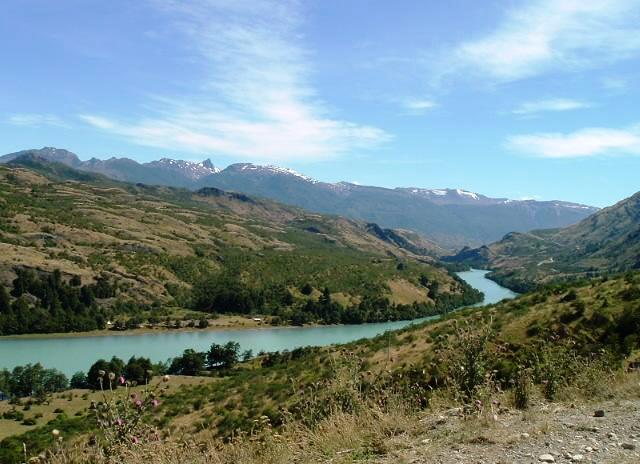
Autre vue du fleuve
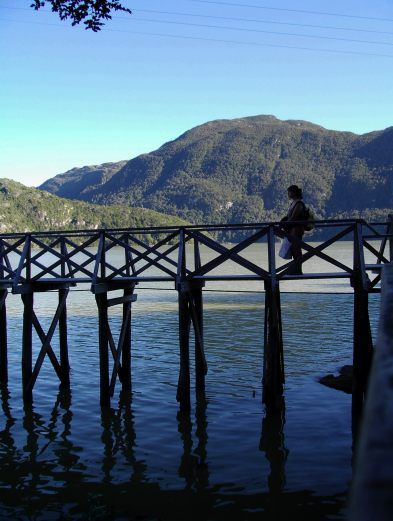
Tortel, à l'embouchure du río Baker.
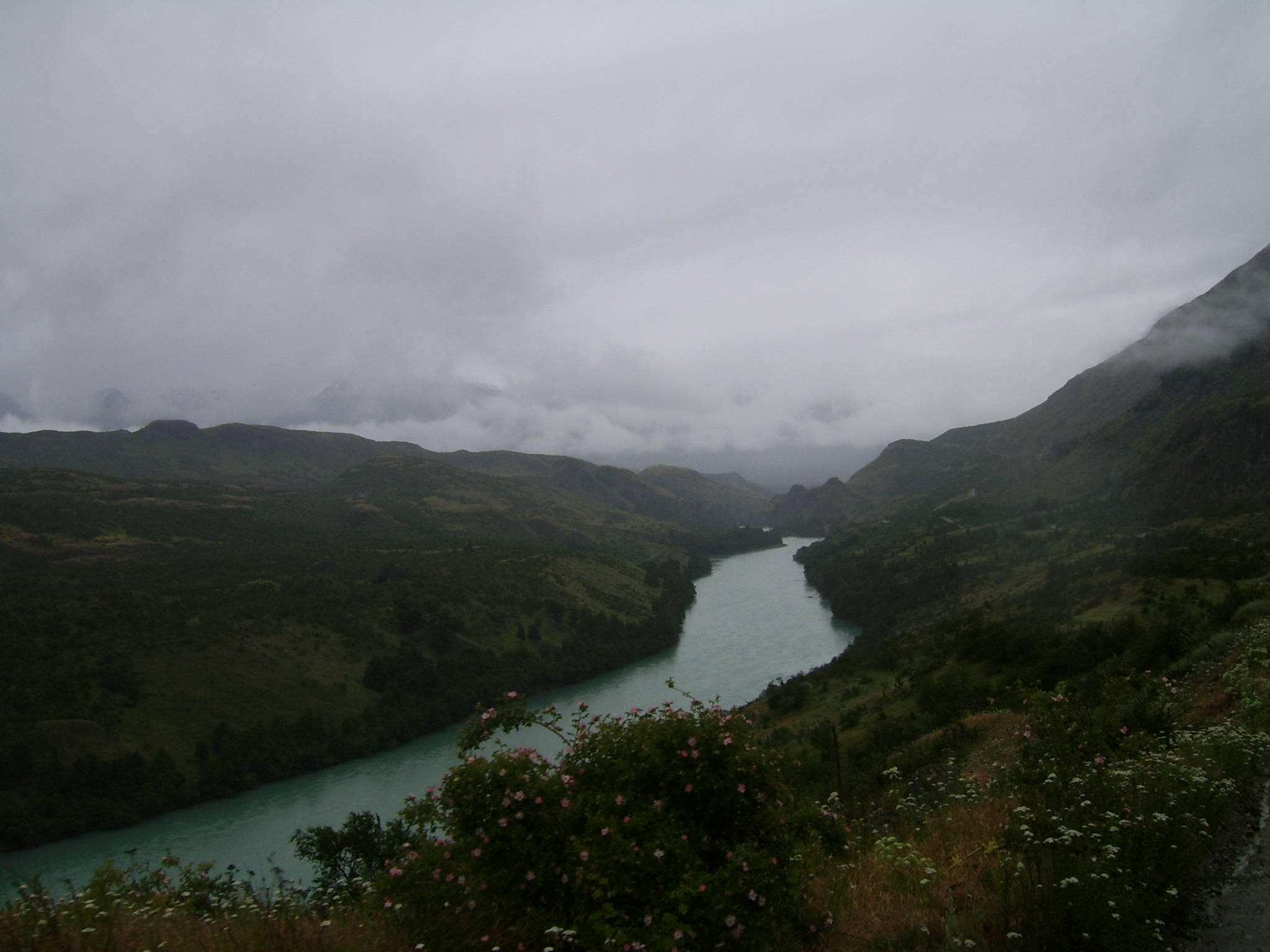
Le fleuve durant l'hiver - secteur Balsa-Baker.